# سیلارد یانشیک
سیلارد یانشیک (مجاری: Szilárd Jansik؛ زادهٔ ۶ آوریل ۱۹۹۴) بازیکن واترپلو اهل مجارستان است.
وی در مسابقات کشوری و بین‌المللی در مجموع برندهٔ ۱ مدال برنز شده‌است.